# 成田離婚
成田離婚（なりたりこん）とは、結婚したての男女が新婚旅行を機に離婚することをいう。1990年代から使われた語。現在でいう「スピード離婚」の1つで、日本において当時多くの国際便が発着していた成田空港の名をとってそう呼ばれる。

## 概説
新婚カップルが新婚旅行直後の成田空港への到着の後に離婚してしまうことをいう。主な理由として、些細なトラブルをきっかけとした互いの関係の悪化、もしくは結婚相手としての適性の再検討などが挙げられる。
バブル景気当時は未婚女性が海外旅行を楽しむ機会が多くなった一方で、男性には海外渡航経験が少ない傾向があった。日本では立派に見えた夫が、慣れない海外でトラブルの際などに適切な行動ができなかったことなどが原因で口論になった結果、離婚に至ったというケースが多いとも説明された。

### 背景
普段の生活スタイルの違いによる、新婚旅行中の男女のすれ違いが主な理由とされる。
女性側は新婚旅行に夢を膨らませて準備を周到に済ませるも、現地での行動などにおいては男性側に多くを期待する傾向にある一方で、男性側は多忙により十分な準備ができない上、女性からの一方的な期待や依存に応えることができないといったように、自分の事を棚に上げ、相手側に過度に責任を負わせる一面も見られる。

### 主なトラブル
国内旅行でも起こるトラブルには以下の5つが挙げられる。
- 旅客機の乗り遅れによる口論
- 荷物の紛失による口論
- 旅行先におけるトラブルをきっかけとした口論
- 旅行先の飲酒で酒癖の悪さがわかったことによるもの
- 2人きりになるため、相手の本性が露わになることによるもの

一方で、明らかに常識外れな行動が新婚旅行中に目立ち、配偶者の評価が旅行中に急降下、結果的に離婚に至ったケースなども当時マスメディアに取り上げられている。週刊朝日・夏目房之介の『デキゴトロジー』には以下のような突飛な事例があったことが記載されている。
- 新婚初夜に際して母親に国際電話を掛け相手にどう接すべきかを相談する者
- 初夜にもかかわらず、アダルトビデオで見た通りに大人のおもちゃを持ち出して使おうとする
- 旅行そっちのけで買物に費やす
- 旅行先のホテルの部屋まで親がついて来た